# Sidney Dunnett
Pour les articles homonymes, voir Dunnett.
Sidney Dunnett (1837-1895) est un architecte français qui a fait toute sa carrière à la Compagnie des chemins de fer du Nord où il conçoit et réalise plusieurs des grandes gares.

## Biographie
Sidney Dunnett est né à Calais le 24 novembre 1837 au 261 de la rue du Havre à Calais, ses parents déclarés sont : Sidney Dunnett (père), homme de confiance demeurant à Boulogne et son épouse Éléonor Fidler, femme de confiance domiciliée à Calais. Il fait sa scolarité à l'école municipale puis devient l'élève de Vilain, architecte de la ville de Calais.
Il débute en entrant, le 1er avril 1855, à la Compagnie des chemins de fer du Nord comme dessinateur auxiliaire au service des bâtiments. Il va y réaliser toute sa carrière : « Commissionné le 1er février 1856, Conducteur architecte le 30 décembre 1862, Chef de bureau le 1er mai 1878. Après 39 années dans la compagnie, il est nommé le 29 septembre 1883, chef des services centraux de la division des travaux et de la surveillance, où il dirige un personnel, de cinquante agents, composés d'ingénieurs civils, d'architectes, de dessinateurs, de métreurs vérificateurs et d'employés divers. Il est chargé des études et de la préparation de tous les détails, des devis, marchés et commandes nécessaires pour l'exécution des bâtiments du réseau du Nord pour tous les services, compris les ateliers. ». À ce titre, il va notamment réaliser les bâtiments des grandes gares de : Douai, Tourcoing, Roubaix, Calais-Ville, Calais-Maritime et Saint-Quentin. Il reconstruit ou transforme les gares de Lille et de Paris. Il réalise également des bâtiments pour les cités ouvrières de la compagnie et les bâtiments des nouvelles lignes.
Il est membre de la société centrale des architectes français et de la société des ingénieurs civils.
Il meurt le 4 février 1895. Il est inhumé au cimetière nord d'Enghien-les-Bains dans sa propre chapelle funéraire, où figure son portrait dans un médaillon.

## Distinctions
- Chevalier de la Légion d'honneur par le décret du 1er août 1894[1]
- Officier de l'instruction publique[2]